# Laevicardium

Laevicardium é um gênero de moluscos bivalves marinhos da família Cardiidae.

## Espécies
Abaixo estão listadas todas as espécies consideradas válidas (reconhecidas), de acordo com as seguintes bases de dados: Sistema de Informação Taxonômica Integrada (ITIS), Base da Vida Marinha (Sea Life Base - SLB) e Registro Mundial de Espécies Marinhas (WoRMS).
Em primeiro, seguem as espécies consideradas válidas em todas as três bases consultadas:
- L. crassum (Gmelin, 1791)
- L. elatum (G.B. Sowerby I, 1833)
- L. pictum (Ravenel, 1861)
- L. substriatum (Conrad, 1837)
- L. sybariticum (Dall, 1886)

A seguir, espécies consideradas válidas em apenas uma ou duas das bases de dados:
- L. attenuatum (G.B. Sowerby II, 1841)  -   SLB e WoRMS
- L. biradiatum (Bruguière, 1789)        -   SLB e WoRMS
- L. brasilianum (Lamarck, 1819)        -   WoRMS
- L. castanea Vidal, 2005                  -   WoRMS
- L. clarionense (Hertlein & Strong, 1947) - WoRMS
- L. elenense (G.B. Sowerby II, 1840)        - WoRMS
- L. laevigatum (Linnaeus, 1758)         -   ITIS e SLB[nota 1]
- L. lobulatum (Deshayes, 1855)           -   SLB e WoRMS
- L. mortoni (Conrad, 1831)                 -   SLB e WoRMS
- L. multipunctatum (Sowerby I, 1833) -   SLB e WoRMS
- L. oblongum (Gmelin, 1791)               -   SLB e WoRMS
- L. pristis (Valenciennes, 1827)           -   WoRMS
- L. pulcherrimum Sakurai & Habe, 1966 -   SLB
- L. rubropictum Habe & Kosuge, 1966    -   SLB
- L. serratum (Linnaeus, 1758)             -   WoRMS
- L. undatopictum (Pilsbry, 1904)      -   SLB

## Distribuição
Oceanos Atlântico e Pacífico Oriental.
De acordo com a entidade "Conquiliologistas do Brasil", as seguintes espécies são encontradas em águas brasileiras:
- L. brasilianum. Ocorrência registrada em Alagoas, Bahia, Ceará, Espírito Santo, Fernando de Noronha, Maranhão, Pará, Paraíba, Paraná, Pernambuco, Piauí, Rio de Janeiro, Rio Grande do Norte, Santa Catarina, São Paulo e Sergipe.
- L. pictum. Rara, mas pode ser encontrada nos estados de Ceará, Maranhão, Pará, Paraíba, Pernambuco e Rio Grande do Norte.
- L. sybariticum. Ocorrência incomum, apenas no Espírito Santo.